# 트렌드지

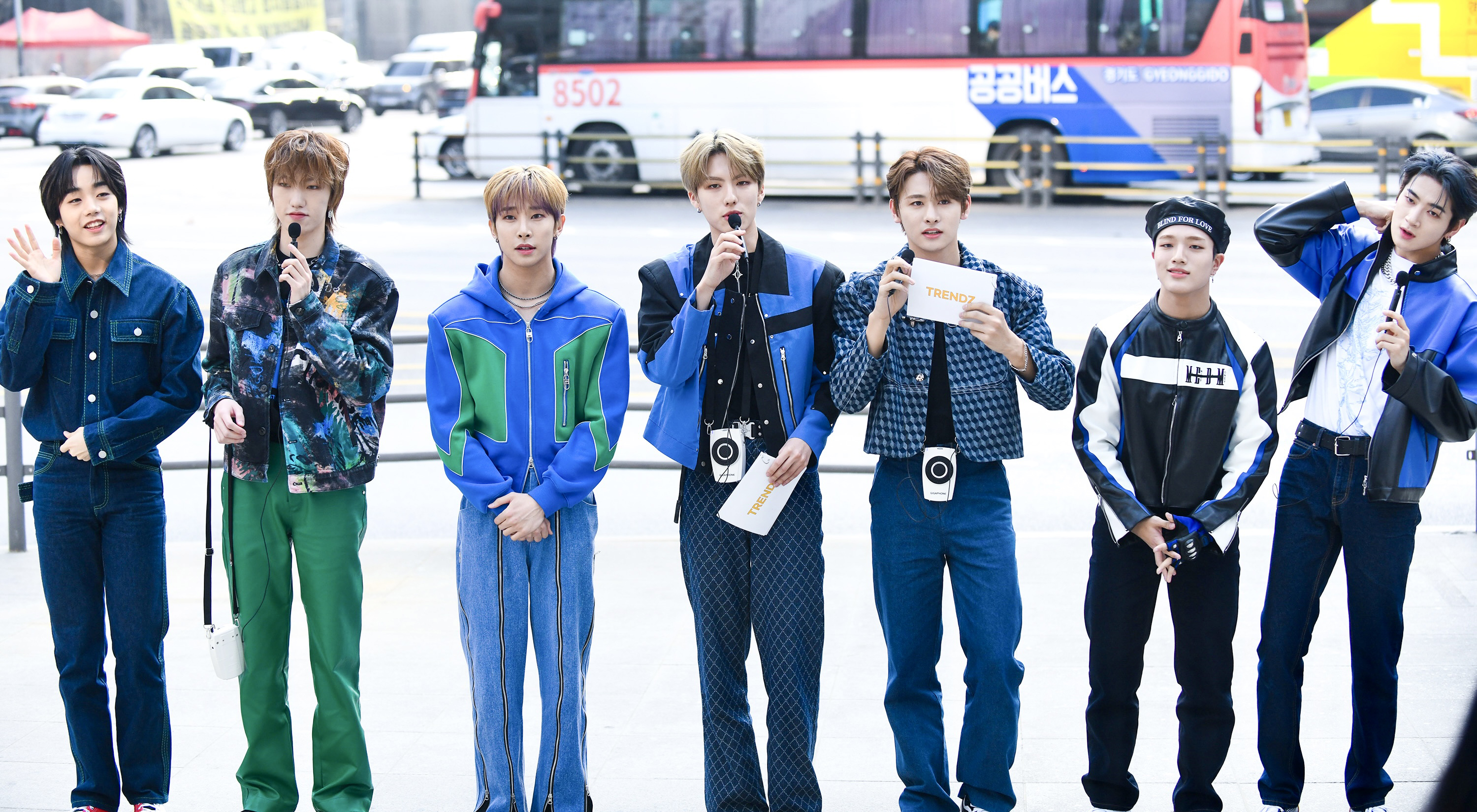
트렌드지

트렌드지(TRENDZ)는 글로벌에이치미디어 소속 대한민국의 보이 밴드이다. 이 그룹은 현재 7명의 멤버로 구성된다: 하빛, 리온, 윤우, 한국, 라엘, 은일, 예찬. 이 그룹은 2022년 1월 5일 자신들의 EP Blue Set Chapter 1. Tracks와 함께 데뷔했다.

## 구성원
- 한국 (리더)
- 하빛
- 리온
- 윤우
- 라엘
- 은일
- 예찬

## 디스코그래피

### EP
- Blue Set Chapter 1. Tracks
- Blue Set Chapter 2. Choice

### 싱글
- "TNT" (Truth & Trust)
- "Who" [吼]

### 스페셜 싱글
- "위로위로 (We Go)"

## 수상

### 시상식
- 2022년 아시아 아티스트 어워즈 가수 부문 포커스상